# Ngủ đông

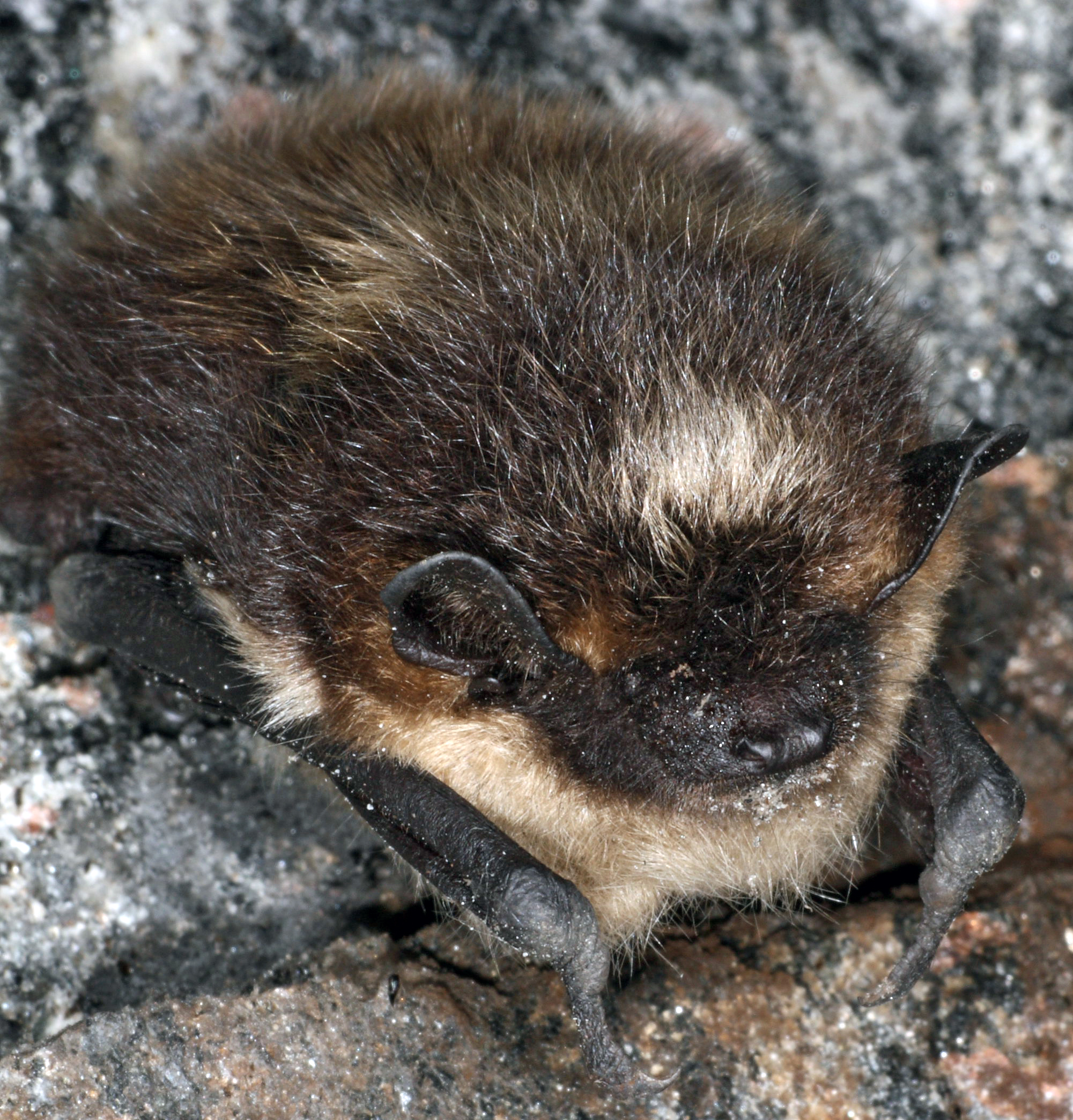
Một con dơi đang ngủ đông

Ngủ đông (tiếng Anh: hibernation) là trạng thái hạ thân nhiệt có điều hòa ở động vật để giảm mức trao đổi chất. Hiện tượng này xảy ra trong vài ngày hoặc hàng tuần giúp cho động vật tiết kiệm năng lượng trong mùa đông, hoặc qua đêm băng giá trên núi cao.

## Quá trình ngủ đông
Trong quá trình ngủ đông, một số loài động vật giảm bớt các hoạt động trao đổi chất đến mức rất thấp, thân nhiệt và nhịp thở cũng giảm.Lúc này năng lượng sử dụng để duy trì sự sống được lấy chủ yếu từ chất béo (lipid). 

## Động vật ngủ đông
Một số loài động vật có hiện tượng ngủ đông là chuột, dơi, sóc, rắn, ếch nhái,... Pliny nghĩ rằng chim ngạn cũng ngủ đông. Gilbert White (The Illustrated Natural History of Selborne) cũng đồng ý, chim điển hình không ngủ đông thay vào đó là trạng thái lờ đờ uể oải, nhưng một loài chim hiếm thấy là Poorwill là có hiện tượng ngủ đông. Động vật sống ở dưới nước có thể ngủ đông ở dưới nước hoặc ở trên cạn. Rùa tai đỏ ngủ đông ở dưới nước bằng cách vùi cơ thể chúng vào bùn ở dưới đáy ao. Con sa giông có thể ngủ đông trên cạn hoặc dưới nước.
Một con vật được xem như là động vật ngủ đông nhưng sự thật không phải như vậy là con gấu. Trong khi nhịp tim của nó chậm, nhiệt độ cơ thể tương đối ổn định và nó có thể dễ dàng bị đánh thức. Những loài vật không phải động vật ngủ đông khác (mà được công nhận như động vật ngủ đông) là con lửng, gấu trúc Mĩ (sống ở Bắc Mỹ) và thú có túi.
Trước khi bắt đầu quá trình ngủ đông phần lớn các loài vật ăn một lượng thức ăn lớn và dự trữ năng lượng để có thể tồn tại qua mùa đông. Một số loài động vật có vú ngủ đông trong khi mang thai và sinh sau khi con mẹ kết thúc quá trình ngủ đông một thời gian ngắn.
Trong thế kỷ 20 có sự ra đời của hai kết luận là cá mập sống ở dưới đáy biển và nó có ngủ đông. Dụng cụ theo dõi đã được cài vào 20 con cá mập vào năm 2002 để chứng thực giả thuyết này.
Cho tới gần đây cả động vật linh trưởng và động vật có vú nhiệt đới đều không ngủ đông. Tuy nhiên nhà sinh lý học động vật Kathrin Dausmann của Đại học Philipps tại Marburg và bạn đồng nghiệp đưa ra bằng chứng trong một loại sách xuất bản năm 2004 của tạp chí Nature chỉ ra rằng vượn cáo lùn đuôi béo ở Madagasca (Madagascan fat-tailed dwarf lemur) ngủ đông trong những cái lỗ trên cây 7 tháng trong năm. Thật là thú vị bởi vì nhiệt độ mùa đông của Madagasca có khi lên tới trên 30 °C (86 °F) nên hiện tượng ngủ đông không phải của riêng sự thích nghi với nhiệt độ thấp xung quanh. Hiện tượng ngủ đông của vượn cáo phụ thuộc mạnh mẽ vào thói quen giữ ấm trong thời tiết lạnh của lỗ cây của nó, nếu cái lỗ mà cách nhiệt kém thì nhiệt độ cơ thể của vượn cáo sẽ dao động mạnh một cách thụ động theo môi trường xung quanh, còn nếu cách nhiệt tốt thì nhiệt độ cơ thể của nó ở mức khá ổn định.
Tiếng ồn và những chấn động từ xe chạy bằng máy trên tuyết, các xe địa hình và những cái tương tự như vậy thỉnh thoảng sẽ đánh thức quá trình ngủ đông của động vật. Kết quả của sự thức dậy sớm này có thể làm nó phải chịu đựng dữ dội hoặc chết vì thiếu lương thực.